# قلب‌های وحشی (بازی ویدئویی)
قلب‌های وحشی (به انگلیسی: Wild Hearts) یک بازی ویدئویی به سبک نقش‌آفرینی اکشن است که توسط اومگا فورس توسعه یافته و به‌وسیلهٔ الکترونیک آرتس منتشر شده است. بازیکنان در این بازی مأموریت شکار هیولاهای عظیم در آزوما، دنیایی فانتزی که با الهام از ژاپن فئودال می‌باشد، را دارند. این بازی در تاریخ ۱۷ فوریه ۲۰۲۳، برای پلتفرم‌های مایکروسافت ویندوز، پلی‌استیشن ۵، و ایکس‌باکس سری اکس/اس همراه با قابلیت چندسکویی منتشر شد. همچنین قرار است این بازی با نام قلب‌های وحشی اس، توسط شرکت کویی تکمو، در ۲۵ ژوئیه ۲۰۲۵ برای کنسول نینتندو سوئیچ ۲ منتشر شود.